# Клип (цваст)
Клип (лат. spadix) је врста цвасти која спада у групу простих рацемозних цвасти. Клип представља измењен облик класа. То је у ствари клас са задебљалом осовином. На задебљалој главној осовини цвасти се налазе седећи цветови (цветови који немају дршку). У клипу се цветови често налазе вома густо распоређени и међусобно веома збијени.

## Примери
Цваст клип је особена нпр. за женске цветове кукуруза (Zea mays), козлац (Arum maculatum)...